# Перадла
Перадла (пол. Pieradła) — село в Польщі, у гміні Мнюв Келецького повіту Свентокшиського воєводства.
Населення — 339 осіб (2011).
У 1975-1998 роках село належало до Келецького воєводства.

## Демографія
Демографічна структура на день 31 березня 2011 року:
|          | Загалом | Допрацездатний вік | Працездатний вік | Постпрацездатний вік |
| -------- | ------- | ------------------ | ---------------- | -------------------- |
| Чоловіки | 154     | 35                 | 105              | 14                   |
| Жінки    | 185     | 48                 | 100              | 37                   |
| Разом    | 339     | 83                 | 205              | 51                   |